# Native Point
Native Point är en udde i Kanada.   Den ligger i territoriet Nunavut, i den östra delen av landet, 2 100 km norr om huvudstaden Ottawa. Native Point ligger vid sjön Tuningmiut Lake.
Terrängen inåt land är mycket platt. Havet är nära Native Point västerut. Trakten är glest befolkad. Det finns inga samhällen i närheten.